# A.F.R.O
A.F.R.O (アフロ)は日本の北海道・札幌市在住の6人組バンド。
A.F.R.OはA FUNKY RHYTHMIC ORGANIZERの略。
2004年に結成。2012年メジャーデビュー。トイズファクトリー所属。2017年4月30日の北海道のワンマンライブをもってボーカルのSATORUが脱退。

## メンバー
- NORIYA(ノリヤ/ボーカル) : 生まれ1986年3月22日生まれ
- UG(ユウジ／ボーカル)：1985年7月20日生まれ
- SHUN(シュン／ベース)：1986年3月21日生まれ
- YUSUKE(ユウスケ／ギター)：1985年10月3日生まれ
- MASAYA(マサヤ／ドラム)：1985年9月1日生まれ
- AMO(アモ／DJ)：1985年10月24日生まれ。

### 元メンバー
- SATORU(サトル/ボーカル) : 1985年6月21日生まれ

2017年4月30日をもって脱退。

## 来歴
2004年にベースのSHUNの呼びかけで、メンバーが集まる。
ケツメイシのライブDVDを見て、ボーカル3人にDJ、ギター、ベース、ドラムの編成で組む事を先に決め、友人をあてはめていき結成された。
バンド名の由来は、ベースのSHUNとDJのAMOがバンド名を考えていた時に、AMOがアフロの人の絵を落書きしていた事から、覚えやすくアイウエオ順でも最初の方にでてくるので、「アフロ」に決定。
アフロヘアーのメンバーもおらず、後付けで「A FUNKY RHYTHMIC ORGANIZER」という単語を組み合わせたバンドとして、「A」「F」「R」「O」それぞれの間に「．」(ドット)がはいる。

## ディスコグラフィ

### シングル
| 枚               | 発売日         | タイトル                      | 収録曲                                                                           | 規格                    | 品番                                    | 順位  |
| ---------------- | -------------- | ----------------------------- | -------------------------------------------------------------------------------- | ----------------------- | --------------------------------------- | ----- |
| 配信限定         | 2009年7月29日  | ジャッパニーズ                | 1.ジャッパニーズ                                                                 | デジタル・ダウンロード  |                                         |       |
| 配信限定         | 2009年7月29日  | 涙雨                          | 1.涙雨                                                                           | デジタル・ダウンロード  |                                         |       |
| インディーズ 1st | 2010年11月1日  | 青                            | 1.青                                                                             | 北海道TSUTAYA数量限定CD |                                         |       |
| 配信限定         | 2011年9月28日  | 空の向こうへ                  | 1.空の向こうへ                                                                   | デジタル・ダウンロード  |                                         |       |
| インディーズ 2nd | 2011年11月16日 | 声                            | 1.声 2.One day                                                                   | CD                      | PDCX-9010                               |       |
| インディーズ     | 2012年3月14日  | ア、フ、とくれば…?            | 1.カタチ 2.渚のマーメイド 2012(Garden Remix) 3.日常2012 4.声(World Sketch Remix) | HMV限定CD               | AFRO-0001                               |       |
| 1st              | 2012年7月4日   | 北風サマー                    | 1.北風サマー 2.サヨナラはいつもそばにいて 3.E.Z.O Dance                          | CD                      | TFCC-89375                              | 66位  |
| 2nd              | 2012年10月24日 | キタイチニシニ                | 1.キタイチニシニ 2.しゃかりきファンファーレ 3.Message                            | CD                      | TFCC-89408                              | 108位 |
| 配信限定         | 2013年1月2日   | ヒラメキノウタ                | 1.ヒラメキノウタ                                                                 | デジタル・ダウンロード  |                                         |       |
| 3rd              | 2013年1月23日  | 冬の贈り物                    | 1.冬の贈り物 2.希望の橋 3.1080°                                                  | CD                      | TFCC-89420                              | 181位 |
| 4th              | 2013年7月3日   | 青                            | 1.青 2.浴衣マジック 3.渚のマーメイド with World Sketch 4.青(inst.)               | CD+DVD CD               | 初回限定盤 TFCC-89449 通常盤 TFCC-89450 | 76位  |
| 配信限定         | 2013年10月23日 | ワンダーランド                | 1.ワンダーランド                                                                 | デジタル・ダウンロード  |                                         |       |
| 配信限定         | 2014年4月9日   | 記念日 with HIDE from GReeeeN | 1.記念日 with HIDE from GReeeeN                                                  | デジタル・ダウンロード  |                                         |       |
| 配信限定         | 2015年6月17日  | HERO                          | 1.HERO                                                                           | デジタル・ダウンロード  |                                         |       |
| 配信限定         | 2015年6月17日  | FAMILY                        | 1.FAMILY                                                                         | デジタル・ダウンロード  |                                         |       |
| 配信限定         | 2015年10月9日  | 始めの一歩                    | 1.始めの一歩 2.記念日(piano ver) 3.いつだってどこだって                          | デジタル・ダウンロード  |                                         |       |
| 配信限定         | 2016年10月19日 | Watch me                      | 1.Watch me                                                                       | デジタル・ダウンロード  |                                         |       |

### オリジナルアルバム
| 枚                        | 発売日        | タイトル             | 収録曲 | 規格         | 品番       |       |
| ------------------------- | ------------- | -------------------- | --- | ------------ | ---------- | ----- |
| インディーズ ミニアルバム | 2008年5月10日 | LIFE                 | 1.渚のマーメイド 2.ライフ 3.Jumble 4.日常 5.このままで 6.渚のマーメイド(garden remix) | CD           | -          |       |
| インディーズ 1st          | 2011年2月23日 | アフさん劇場         | 1.アフさん劇場～Intro～ 2.インパクト 3.道 4.青 5.言えない言葉 6.ツチノコ先輩 7.FIRE 8.バッドモーニング 9.To The Flow 10.君がいる 11.忘れずにいたいもの                                                           | 北海道限定CD | -          |       |
| インディーズ 2nd          | 2012年4月11日 | アフロ11号           | 1.アフロ11号~Intro~ 2.空の向こうへ 3.PB/PG 4.カタチ 5.ツチノコ先輩リターンズ 6.TL 7.季節の扉 8.風 9.声 10.あなたへ 11.全力パーティーチューン                                                                     | CD           | AFRO-0002  | 179位 |
| 1st                       | 2013年2月6日  | 北風アワー           | 1.北風アワー～Intro～ 2.北風サマー 3.ヒラメキノウタ 4.Grip 5.願い星 6.ツチノコ先輩フォーエバー 7.真冬の花 8.gold 9.Mr.Pole 10.スーパーピョンピョン 11.冬の贈り物 12.Peace sign 13.最後の放課後 14.キタイチニシニ | CD           | TFCC-86422 | 165位 |
| 2nd                       | 2014年4月30日 | アフロより愛をこめて | 1.アフロより愛をこめて~Intro~ 2.愛を込めて 3.さざ波とメモリー 4.青 5.オオカミ成年 6.Fighter 7.記念日 with HIDE from GReeeeN 8.Wonderland 9.太鼓持ち名人 10.風の向くままに                                        | CD           | TFCC-86467 | 59位  |
| 3rd                       | 2015年8月26日 | 7th                  | 1.Intro～kickass～ 2.Just do it 3.感情的世界 4.パリピJAPON 5.Short Vacation 6.リスタート 7.New Vision 8.君がいれば何もいらない未来 9.始めの一歩 10.Life Goes On 11.続く。 12.トライ&エラー feat.GAKU-MC          | CD           | TFCC-86531 | 171位 |

## 参加作品
- YU-A「DE!!SHO!!YA!! feat.A.F.R.O」

## 提供作品
- 私立恵比寿中学「涙は似合わない」（作詞・作曲：A.F.R.O、編曲：A.F.R.O・Yasutaka Kume）
- 関ジャニ∞「ここにしかない景色」(作詞・作曲：A.F.R.O)

## ミュージックビデオ
| 監督            | 曲名                                             |
| Tetsuro Inagaki | 「始めの一歩」                                   |
| 柴田哲平        | 「記念日 with HIDE from GReeeeN」(出演:小澤亮太) |
| 清水康彦        | 「キタイチニシニ」                               |
| 新宮良平        | 「冬の贈り物」                                   |
| 高村佳典        | 「Life Goes On」                                 |
| 出村拓也        | 「北風サマー」                                   |
| テリー伊藤      | 「青」                                           |
| keiki yokokawa  | 「カタチ」「声」「全力パーティーチューン」       |

## 主なライブ

### ワンマンライブ・主催イベント
- 2012年 - 「NATSU MATSURI～A.F.R.O「北風サマー」Release Party～」
- 2012年 - ♂!!♀!!FES!! はじめの一、二歩 ～北から来たから～
- 2013年 - A.F.R.O STATION ・ 新春スペシャル～地元です。 ここはA.F.R.Oの、地元です2013～
- 2013年 - ♂!!♀!!FES!! 北風ツアー2013～アフロ行きまーす!!～
- 2013年 - A.F.R.O STATION SP～初夏なので盛り上げましょか?～
- 2013年 - いくぜ! アフステ～番外編～ TRIPLANE×A.F.R.O 道産子ツアー2013
- 2014年 - ♂!!♀!! PARTY NIGHT!!～ツーマンツアー2014～
- 2014年 - キャラグルアフロ
- 2014年 - A.F.R.O STATION～北海道はでっかいの? ツアー2014～
- 2015年 - A.F.R.O×Brand New Vibe presents ♂!!♀!! PARTY NIGHT!! ～ツーマンツアー2015～
- 2015年 - URASHIBU 10th Anniversary ～A.F.R.O NEW ALBUM「7th」リリース前夜祭!～
- 2015年 - Raptor 9 "redo" Tour 2015-2016 PALOOZA & A.F.R.O presents A.F.R.O STATION 番外編 in 柏PALOOZA
- 2016年 - A.F.R.O 七番勝負～篤府摂都の乱～

### 出演イベント
- 2011年07月23日 - 茨城県音楽祭vol.2
- 2012年04月27日 - FANJtwice 8th Anniversary 僕たちの8日間祝祭～Funky night～
- 2012年04月30日 - Niigata Rainbow ROCK Market 2012
- 2012年05月01日 - Shake Do!!-vol.9-
- 2012年07月05日 - NATSU MATSURI 2012
- 2012年07月22日 - JOIN ALIVE 2012
- 2012年07月25日 - 夏祭り 音霊番外編
- 2012年07月29日 - HIGHER GROUND 2012
- 2012年08月18日 - SETSTOCK'12 -10th Anniversary in Bihoku-
- 2012年08月25日 - MONSTER baSH 2012
- 2012年09月15日 - ジャイアンナイト POP'N KIJIMAX SPECIAL
- 2012年10月25日 - AKI MATSURI 2012
- 2013年08月11日 - 音霊 OTODAMA SEA STUDIO 2013 「MOVE ON」
- 2013年09月13日 - テリー伊藤のライブやろうぜ!現状打破!
- 2013年10月12日 - MINAMI WHEEL 2013
- 2013年10月13日 - ZILcoNIA Presents 関西ええとこおこしやす～
- 2013年10月18日〜20日 - URASHIBU AKI MATSURI 9 DAYS～supported by MILKY BUNNY 2700～
- 2013年11月15日 - HOME MADE 家族 10th Anniversary Family Jam 2013 ～スペシャル・コラボレーション・ツアー～
- 2013年11月21日 - passion!!2013秋
- 2014年03月15日 - HAPPY JACK 2014
- 2014年03月16日 - Music Climbers Vol.5 in Kagoshima
- 2014年05月11日 - MEME TOKYO FES'14
- 2014年07月12日 - Brand New VibeのTokyo LIVE Kingdom☆ ～ミスターPassion!! 王国到来の乱～
- 2014年07月24日 - 音霊 OTODAMA SEA STUDIO 2014 「もう夏休みだよ! 2014」
- 2014年11月07日 - FLOW THE PARTY 2014
- 2015年07月10日 - WHITE JAM Presents「ダイナミックサマー」ツアー
- 2015年08月27日 - -LOVE ME BLUE 2015-
- 2015年09月24日 - SATURDAY FUN LIVE Vol.1
- 2015年11月22日 - COS☆MIX 6th Anniversary